# 貫洞哲夫
貫洞 哲夫（かんどう てつお、1927年 <昭和2年> 10月3日 - 2024年 <令和6年> 5月1日）は、日本の地方公務員。東京都人事委員会事務局長、同衛生局長、同生活文化局長、同副知事を歴任。勲三等瑞宝章受章。位階は正五位。

## 人物・経歴
東京都出身。1940年 開成中学校入学、1941年中退、仙台陸軍幼年学校 (45期)、陸軍航空士官学校入校 (60期)後、終戦を迎えて復員。1949年 成蹊高等学校 (旧制)卒業、東京大学法学部政治学科（旧）卒業。
1953年 東京都庁に入都（衛生局勤務）。人事委員会事務局長、衛生局長、東京都生活文化局長を歴任し、1983年 鈴木俊一都政2期目の副知事（1期）に就任。
その後は、東京信用保証協会理事長、同相談役、全国信用保証協会連合会会長、東京都収用委員会会長、東京都国民年金基金理事長、東京都動物園協会会長、財団法人東京都慰霊協会会長、NPO法人東京都日本中国友好協会会長、社団法人東京都レクリエーション協会会長、東京都太極拳連盟会長、東京都医療審議会会長。
2024年5月 老衰により死去。

## 栄典
- 1999年（平成11年）春の叙勲で勲三等瑞宝章を受章[4]。
- 死没日をもって正五位に叙位された[5]。